# Infinito (canción de Enrique Bunbury)
«Infinito» es una exitosa canción compuesta e interpretada por el cantautor español Enrique Bunbury que fue lanzada para su segundo álbum de estudio como solista titulado Pequeño, que también fue lanzada como el sencillo principal por su discográfica EMI España en el año 1999.

## Antecedentes y signficado
Fue escrita por Bunbury y la letra transmite que al igual que todo lo que nace perece, los momentos felices de la relación también se desvanecen y no pueden recuperarse.

## Vídeo musical
Fue dirigido por Jorge Ortiz de Landázuri y se muestra al cantante junto con unos amigos platicando y tomándose unos tragos en un bar.

## Posición en listas

### Recepción

#### Comercial
La canción debutó en Los 40 Principales entre los meses de noviembre y diciembre del 1998 llegando al puesto 15 como el más alto en la semana de los meses de octubre y noviembre de 1999. y se mantuvo en el conteo por siete semanas. Además ha estado en otros charts locales donde obtuvo el primer puesto durante ese tiempo

### Posición en listas
| Lista                     | Posición |
| ------------------------- | -------- |
| España Top 100            | 1        |
| España Los 40 principales | 15       |